# سانسيت بوليفارد (فلم)
سانسيت بوليفارد (Sunset Boulevard) فيلم نوار أمريكي صدر في عام 1950 من بطولة غلوريا سوانسون وويليام هولدن و من إخراج وتأليف بيلي وايلدر , الفيلم رشح لأحدى عشر جائزة من جوائز أوسكار وفاز بثلاثة جوائز هي :(أفضل سيناريو، أفضل إخراج فني، أفضل موسيقى) , غالبا مايعد الفيلم كونه أحد أفضل إنتاجات السينما الأمريكية، في عام 1989 أعتبرت مكتبة الكونغرس الفيلم بأنه «مهم من الناحية الثقافية والتاريخية والجمالية» واختير للحفظ في سجل الفيلم الوطني , في عام 1998 وضع الفيلم بالمرتبة الثانية عشر في قائمة معهد الفيلم الأمريكي 100 عام و100 فيلم .

## القصة
الفيلم يحكي قصة جو غيليس (ويليام هولدن) سيناريست فاشل تجمعه الصدفة بنجمة الأفلام الصامته نورما ديزموند (غلوريا سوانسون) التي إنطفئ بريقها ولكن مازال لديها حلم بالعودة للتمثيل، وهي تعيش مع ماكس فون مايرلنغ خادمها وزوجها السابق، وعندما قابلت نورما جو غيليس كلفته أن يراجع لها سيناريو الفيلم الذي ستعود من خلاله إلى الشاشة الكبيرة وأقترحت عليه أن يعيش في بيتها لحين انتهاءه من مراجعة السيناريو.

## الميزانية والإيرادات
بلغت تكلفة إنتاج الفيلم حوالي 1.75 مليون دولار بينما حقق أرباحا تقدر بـ 5 ملايين دولار.

## وصلات خارجية
- مقالات تستعمل روابط فنية بلا صلة مع ويكي بيانات